# Communauté de communes du Val de Vôge
La communauté de communes du Val de Vôge est une ancienne communauté de communes française, située dans le département des Vosges en région Grand Est.
Elle doit son nom au pays de la Vôge.

## Histoire
Elle est créée le 1er janvier 2007, par arrêté préfectoral du 8 décembre 2006 et regroupe 11 communes.
Le 1er janvier 2009, deux nouvelles communes, La Chapelle-aux-Bois et Le Clerjus, intègrent l'intercommunalité.
Le 1er janvier 2013, la commune de Le Magny fusionne avec sa voisine Fontenoy-le-Château. La communauté de communes ne comporte donc plus que 12 communes.
Elle est dissoute le 31 décembre 2016 pour être intégrée dans la communauté d'agglomération d'Épinal, à l'exception de Grandrupt-de-Bains qui rejoint la communauté de communes des Vosges Côté Sud Ouest.

## Composition
Elle était composée de 12 communes :
| Nom                     | Code Insee | Gentilé        | Superficie (km2) | Population (dernière pop. légale) | Densité (hab./km2) |
| ----------------------- | ---------- | -------------- | ---------------- | --------------------------------- | ------------------ |
| Bains-les-Bains (siège) | 88029      | Balnéens       | 25,37            | 1 225 (2014)                      | 48                 |
| La Chapelle-aux-Bois    | 88088      |                | 30,65            | 669 (2014)                        | 22                 |
| Le Clerjus              | 88108      | Clerjussiens   | 32,93            | 566 (2014)                        | 17                 |
| Fontenoy-le-Château     | 88176      | Fontecastriens | 38,13            | 566 (2014)                        | 15                 |
| Grandrupt-de-Bains      | 88214      |                | 3,60             | 84 (2014)                         | 23                 |
| Gruey-lès-Surance       | 88221      |                | 27,10            | 255 (2014)                        | 9,4                |
| Harsault                | 88234      | Harsalciens    | 10,85            | 376 (2014)                        | 35                 |
| Hautmougey              | 88235      |                | 7,87             | 141 (2014)                        | 18                 |
| La Haye                 | 88236      |                | 7,34             | 116 (2014)                        | 16                 |
| Le Magny                | 88282      |                | 3,53             | 44 (2007)                         | 12                 |
| Montmotier              | 88311      |                | 4,24             | 48 (2014)                         | 11                 |
| Les Voivres             | 88520      | Voivrais       | 12,81            | 328 (2014)                        | 26                 |

## Politique et administration
Le Conseil communautaire est composé de 31 délégués, dont 2 vice-présidents.
| Période                                  | Période          | Identité        | Étiquette | Qualité                            |
| ---------------------------------------- | ---------------- | --------------- | --------- | ---------------------------------- |
| Les données manquantes sont à compléter. |                  |                 |           |                                    |
|                                          | 31 décembre 2016 | Michel Fournier |           | Maire de Les Voivres (depuis 1989) |